# Presečno (Novi Marof)
Presečno falu Horvátországban Varasd megyében. Közigazgatásilag Novi Marofhoz tartozik.

## Fekvése
Varasdtól 12 km-re délre, községközpontjától 5 km-re északra a Bednja-folyó bal partján fekszik. Átszeli a Varasdról Zágráb felé vezető 3-as számú főútvonal.

## Története
1857-ben 318, 1910-ben 556 lakosa volt. A trianoni békeszerződésig Varasd vármegye Novi Marofi  járásához tartozott. 2001-ben a falunak 897 lakosa volt.

## Nevezetességei
Szent Flórián tiszteletére szentelt kápolnája a 20. században épült. Az oštricei plébánia filiája.

## Külső hivatkozások
- Novi Marof város hivatalos oldala Archiválva 2011. április 16-i dátummal a Wayback Machine-ben